# Дружинин, Николай Петрович
Никола́й Петро́вич Дружинин (6 декабря 1858, Маклаково, Ярославская губерния — 1941, Ленинград) — русский учёный, журналист, общественный деятель, исследователь юридического положения крестьян, педагог и популяризатор естественных и юридических наук.

## Биография
Родился 6 декабря 1858 года под Угличем, в деревне Маклаково (ныне — в Угличском районе Ярославской области). Отец — мещанин г. Углича, лесопромышленник. Был отдан в московское коммерческое училище. Не получая от семьи средств, был вынужден зарабатывать самостоятельно, посылая корреспонденции и переводы с французского, немецкого и английского в различные издания. В сентябре 1879 года в петербургском журнале «Свет» появилась его первая переводная статья «Статистика брака». В том же году он поступил вольнослушателем в ярославский Демидовский юридический лицей. В 1881 году перешел на юридический факультет Санкт-Петербургского университета. В 1899 году провел около полугода в Англии, большей частью в Оксфорде, где состоял студентом-пансионером колледжа и слушал лекции в университете.
Журналистикой начал заниматься в 1884 году как редактор уездной земской газеты «Еженедельник Суджанского уездного земства» в Курской губернии, затем в Курске стал сотрудником «Курского листка». В 1885—1901 гг. в деревне Мулино под Рыбинском, изучает правовое положение крестьян, пишет о несовершенстве аграрного законодательства в «Вестник Европы», «Курьер», «Сын Отечества», «Русское богатство», «Русские ведомости», «Мир Божий» и др., издает брошюры по правовой тематике для простонародья. Сторонник гражданского самоуправления.
С 1898 года сотрудничал с ярославской газетой «Северный край», а в 1901 году он переехал в Ярославль, чтобы принять деятельное участие в работе редакции. В 1903 году он в одиночку вел в газете хронику губернского земского собрания, а в 1904 году делал это вместе с Н. Зезюлинским.
Во время русско-японской войны в беллетристической форме и для детского чтения обосновывал гражданские права личности во время войны (работа «Как должна вестись война»).
Был членом правления ярославской Пушкинской библиотеки. Участвовал в чтениях для народа, которые устраивала Комиссия народных чтений. Вместе с Д. И. Шаховским являлся членом Общества для содействия народному образованию и распространению полезных знаний в Ярославской губернии, снабжал народные аудитории волшебными фонарями и картинами для устройства народных чтений. Был членом Союза взаимопомощи русских писателей. В апреле 1902 года принял на себя обязанности председателя распорядительной комиссии в Ярославле по устройству спектаклей, лекций и вечеров со сбором средств для Общества для содействия народному образованию.
С энтузиазмом принял Манифест 17 октября 1905 года и безотлагательно занялся реализацией дарованных в нем свобод и подготовкой реформ. Был одним из активных членов конституционно-демократической партии в Ярославле. На его квартире в Казанской улице в 1906 году по сведениям жандармского отделения происходили собрания кадетов. В 1912—1913 гг. был выдвинут кандидатом на выборах в IV Государственную Думу, но местные власти сделали все для того, чтобы отсеять его кандидатуру.
В 1909 году вместе с племянником поэта К. Ф. Некрасовым основал ярославскую газету «Голос». Вел в газете рубрику «Юридический календарь», в которой продолжил начатое дело популяризации правовых знаний. Сначала «Голос» приносил убытки. Дружинин, выступавший вначале как соиздатель газеты, за два месяца потерял 600 рублей и отказался от издательских прав, сохранив за собой пост редактора. При нем «Голос» стал ведущим печатным органом в губернии. После того как в 1916 году Некрасов отказался от издания газеты, для того, чтобы не дать газете погибнуть, было организовано издательское товарищество. Дружинин вложил в это все свои деньги, став владельцем десяти из двадцати пяти паев. После прихода к власти большевиков газета была закрыта. Некоторое время она еще выходила под названием «Свободное слово».
Был членом местных краеведческих обществ (Ярославского естественно-исторического и краеведческого; Рыбинского научного), участвовал в работе краеведческих съездов, организованных Рыбинским научным обществом, много печатался в журналах «Краеведение», «Наш труд», «Школа и жизнь».
В советское время постепенно отходил от политики. В 1918 году он был арестован по подозрению в участии в Ярославском восстании, находился в заключении около полутора месяцев. Потом перебрался с семьей в Мулино Рыбинского уезда; подрабатывал учителем в Александровой пустыни и занимался сельским хозяйством, писал об истории крестьянства. В 1931 году был снова арестован по обвинению в причастности к Ярославскому восстанию и вместе с семьей сослан в Липецк. Через некоторое время он переехал в Ленинград, где и умер. Архив находится в РНБ в Санкт-Петербурге.
Сын — Владимир Дружинин, писатель.

## Сочинения
- Азбука законоведения : Из «Книги взрослых». М., 1902. 48 с.
- Важнейшие сведения о податях, пошлинах, сборах и о воинской повинности : Общедоступ. очерк фин. права Н. П. Дружинина. 2-е изд., испр. и доп. СПб., 1903. 98 с.
- Волостное правленье и волостной старшина: Рассказ о том, как устроены и действуют по закону, волост. крестьян. обществ. Установления. 3-е изд., без перемен со 2-го испр. и доп. изд. М., 1903. 72 с.
- Волостной сход. — М., 1905.
- Выборы народных представителей: Из кн. «Избиратели и нар. представители». М., 1917. 31 с.
- Из истории крестьянства. — Рыбинск, 1927
- Избиратели и народные представители: Общедоступ. очерк конституц. права с излож. предположений о реформе в России и закона о Гос. думе. М., 1906. 333 с.
- К вопросу о подоходном обложении и кредитном законодательстве. СПб., 1888. 12 с.
- Как должна вестись война: Попул. очерк права войны. М., 1904. 61 с.
- Какая нужна нам средняя школа? Ярославль, 1903. 47 с.
- Какие способы дает закон для борьбы с пьянством? : [Для ревнителей и чл. о-в трезвости]. СПб., 1894. 40 с.
- Крестьяне-граждане: Нар. чтение. М., 1906. 64 с.
- Мещане и земельный вопрос. М., 1906. 24 с.
- Мещане, их положение и нужды. М., 1906. 23 с.
- Мещанское движение 1906—1917 гг. Ярославль, 1917. 24 с.
- Необходимые для всех сведения о податях, пошлинах, сборах и о воинской повинности : Общедоступ. очерк фин. права Н. П. Дружинина. СПб., 1894. 80 с.
- Новое сельское общество: Рассказ о том, как устроили свои обществ. дела крестьяне трех грамот. деревень. [СПб.], 1898. 248 с.
- Обновление одного города: рассказ Н. П. Дружинина. М., 1899. 56.
- Общедоступное руководство к изучению законов. СПб, 1892. Ч. 1, ч. 2. Начальные понятия, общие определения и практические указания. Основные государственные законы. 101 с.
- Общепонятное законоведение: Науч.-практ. пособие с прил. образцов и форм деловых бумаг: прошений, заявлений, жалоб, договоров, завещаний, приговоров сел. и волост. сходов и т. п. М., 1898. 290 с.
- Палаты народных представителей: Из кн.: «Избиратели и народные представители». М., 1906. 40 с.
- Покушение на новое закрепощение крестьян перед революцией 1905 г. — Рыбинск, 1927.
- Положение о государственном квартирном налоге, со всеми новейшими дополнениями и списком подлежащих налогу городов и поселений всех пяти разрядов, с инструкцией о порядке определения и взимания налога и объяснительным очерком названных постановлений. СПб., 1894. 73 с.
- Права человека и гражданина: Из кн.: «Избиратели и народные представители». М., 1906. 32 с.
- Право и личность крестьянина. Ярославль, 1912. 316 с.
- Русское право государственное, гражданское и уголовное в популярном изложении. СПб., 1899. 214 с.
- Сельский староста : Рассказ о том, как устроили свои обществ. дела крестьяне трех грамот. деревень. 2-е изд. М., 1900. 32 с.
- Формы правления : Монархия абсолютная, монархия конституционная, республика: (Из кн. «Избиратели и народные представители»). М., 1906. 23 с.
- Что такое конституция и зачем она нужна народу? СПб., 1906. 24 с.
- Юридическое положение крестьян: Исследование, с прил. ст.: 1. Полноправные сельские общества и бесправные селения. 2. Крестьянская женщина. 3. «Вы» и «ты». 4. Наказание без суда. 5. Преобразованный волостной суд. 6. Юридическая беспомощность крестьян. СПб., 1897. 400 с.